# Johan Plenning
Johan Plenning, född 1717, död 1750, var en svensk läroboksförfattare.
Plenning var konrektor i Västerås från 1749. Han författade flera på sin tid mycket använda läroböcker i logik såsom Rudimenta logicæ (1746), Logica (1746) och  Första bokstäfverna af förnuftsläran (1756).